# Kelly Rowan
Kelly Rowan, född 26 oktober 1965 i Ottawa i Ontario, är en kanadensisk skådespelare och före detta modell.
Kelly Rowan föddes i Ottawa i Ontario men växte upp i Toronto där hon gick i Northern Secondary School. År 1987 medan Rowan studerade engelskspråkig litteratur vid University of Western Ontario  fick hon en roll i den kanadensiska TV-serien Mount Royal som spelades in i Frankrike. Kelly Rowan kom senare att studera vid British American Drama Academy i London innan hon flyttade tillbaka till Nordamerika och studerade vid Neighborhood Playhouse School Of The Theatre i New York. År 1991 flyttade Rowan till Los Angeles och fick sedan en roll i tre avsnitt av Dallas.
Samma år som Rowan flyttade till Los Angeles fick hon även att spela i Steven Spielbergs film Hook. Under 1990-talet fortsatte Kelly Rowan att spela i kanadensiska TV-serier och mottog 1994 en Gemini Award för sin roll i Adrift. Året därpå var Kelly Roawn med i filmen Dödligt möte och 1997 kom hon att spela mot Samuel L. Jackson i thrillern 187.
I OC spelade hon, mellan 2003 och 2007 Kirsten Cohen en framgångsrik affärskvinna som gör allt för sin familj. Hon har också varit med i filmen Eight Days to Live.
År 2013 nominerades Rowan för en Gemini Award för sin roll i filmen Cyberbully.

## Filmografi (i urval)

### Filmer
- 1987 – The Gate
- 1989 – Hook
- 1995 – Candyman: Farewell to the Flesh
- 1995 – Dödligt möte
- 1997 – 187
- 1999 – Three to Tango
- 2000 – The Truth About Jane
- 2006 – Eight Days to Live
- 2008 – Jack and Jill vs. the World
- 2011 – Cyberbully

### TV-serier
- 1988 – Mount Royal (TV-serie)
- 1988 – Another World (TV-serie)
- 1989 – Pappa vet bäst (TV-serie)
- 1991 – Dallas (TV-serie)
- 1992 – Sweating Bullets (TV-serie)
- 2001 – CSI: Crime Scene Investigation (TV-serie)
- 2002–2003 – Boomtown (TV-serie)
- 2003–2007 – OC (TV-serie)
- 2009 – CSI: Miami (TV-serie)
- 2010 – Flashpoint (TV-serie)
- 2012–2015 – Perecption (TV-serie)
- 2015 – Castle (TV-serie)
- 2015 – Murdoch Mysteries (TV-serie)

## Privatliv
År 2006 träffade Rowan David Thomson, och i juni 2007 meddelade paret att de planerade att gifta sig samma år. I maj 2008 meddelades det att paret hade skiljt sig.
Rowan har en dotter född 2008.